# جوزيف دبليو. الكسندر
جوزيف دبليو. الكسندر (بالإنجليزية: Joseph W. Alexander)‏ هو طبيب بيطري وسياسي أمريكي، ولد في 1947. انتخب Oklahoma Secretary of Science and Technology ‏.